# Dvůr Králové nad Labem
Dvůr Králové nad Labem là một thị trấn thuộc huyện Trutnov, vùng Královéhradecký, Cộng hòa Séc.